# 샤운 미캘레프

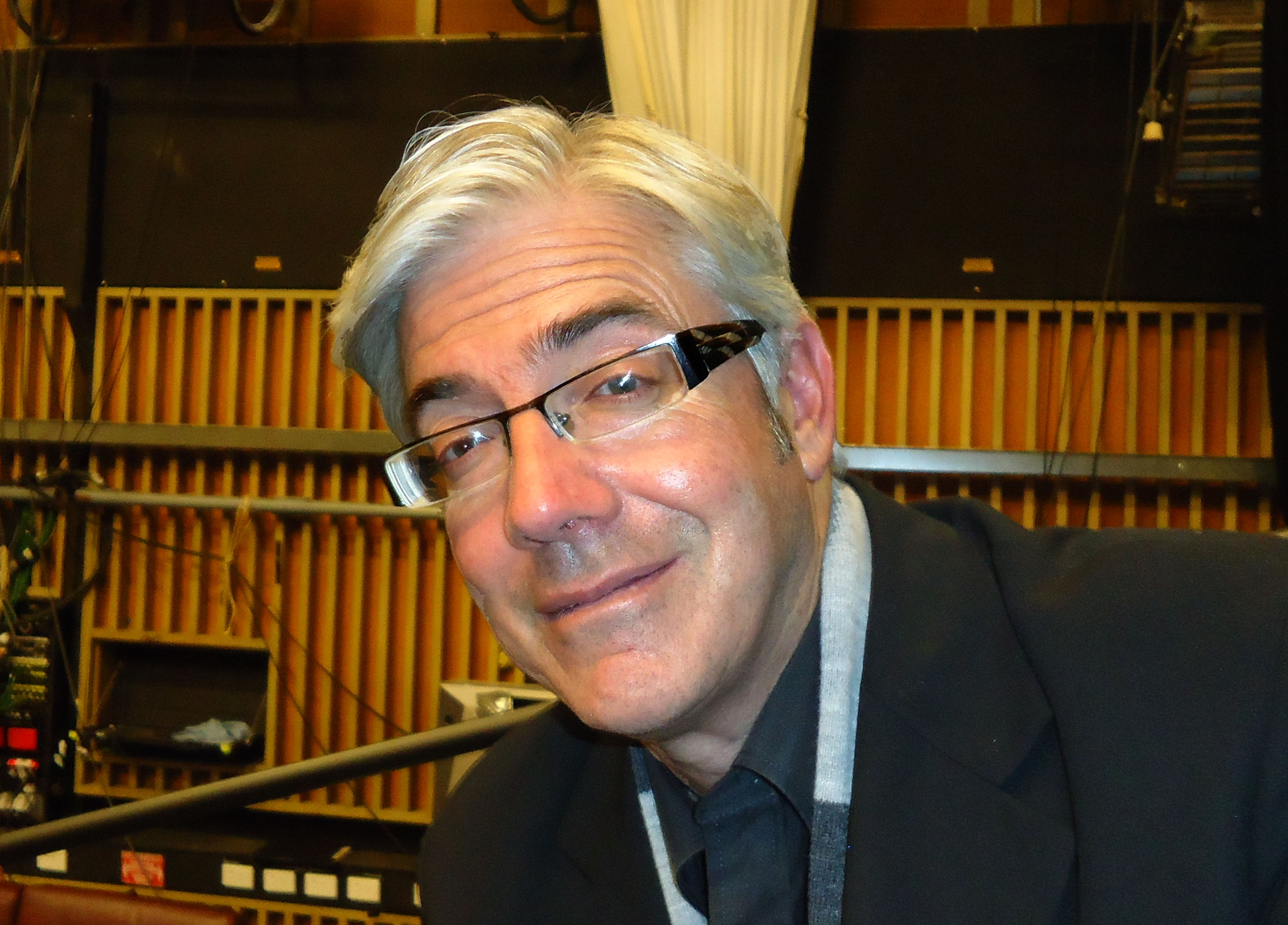

샤운 미캘레프(Shaun Micallef, 1962년 7월 18일 ~ )는 오스트레일리아의 변호사, 영화배우이다.
애들레이드에서 태어났다.

## 영화
- 더 컵 (2011년)
- 더 모멘트 (2011년)
- 더 킹 (2007년)
- 아쿠아마린 (2006년) - 스톰 뱅스 역
- 엑스트라 (2005년)
- 블랙잭 - 스윗 사일언스 (2004년)
- 아너러블 웰리 노먼 (2003년)